# Adenanthera malayana
Adenanthera malayana är en ärtväxtart som beskrevs av André Joseph Guillaume Henri Kostermans. Adenanthera malayana ingår i släktet Adenanthera och familjen ärtväxter.

## Underarter
Arten delas in i följande underarter:
- A. m. andersonii
- A. m. malayana